# Claude Berney
Pour les articles homonymes, voir Berney.
Claude Berney, né le 8 juillet 1913 à L'Abbaye (vallée de Joux), mort le 14 juin 1998, est un écrivain et personnalité politique vaudois.

## Biographie
Originaire d'une famille d'horlogers paysans, le jeune Claude Berney, chassé par la crise économique de 1929, descend à Lausanne où il fait un apprentissage de maçon. Confronté au spectre du chômage et à la montée du fascisme, il est peu à peu gagné aux idées du socialisme telles qu'elles sont exprimées par Jean Jaurès, Léon Blum, et plus près de lui un Paul Golay. Considérant la participation à la vie publique comme un devoir, il s'inscrit au Parti socialiste suisse et siège au Grand Conseil vaudois (qu'il préside en 1979 et en 1980) pendant 16 ans.
Grand lecteur, passionné de philosophie et d'histoire, Claude Berney participe activement à la vie politique. De nombreux livres et articles paraissent, dus à la plume de cet ouvrier exemplaire, modeste, ouvert à l'autre, à la fois sceptique et convaincu de la nécessaire fraternité entre les hommes et de la participation au combat social.
La grande complication, son œuvre majeure est un témoignage personnel empreint d'humanisme, mais également un document sociologique d'un vif intérêt. Dans Les chemins de l'école, Claude Berney raconte ses souvenirs scolaires. On lui doit encore La face cachée du lion de Lucerne, réquisitoire contre l'absurdité guerrière en forme de roman historique, des souvenirs : Souvenirs d'atelier et La nuit où le voisinage brûla, Au Bas-du-Chenit, Une lueur dans la nuit, Les canons de Bunau Varilla : esquisses saisissantes de la mentalité combière et plusieurs autres textes tous publiés au Pèlerin dans la collection Bibliothèque combière.

## Sources
- « Claude Berney », sur la base de données des personnalités vaudoises sur la plateforme « Patrinum » de la Bibliothèque cantonale et universitaire de Lausanne.
- Plans-Fixes
- Jean-Luc Aubert > La Vallée de Joux > Écrivains combiers